# کلاینینا
کلاینینا (انگلیسی: Kleinjena)